# سایاکا کینوشیتا
سایاکا کینوشیتا (انگلیسی: Sayaka Kinoshita؛ زادهٔ تاریخ ورودی نامعتبر است) صداپیشگی در ژاپن اهل ژاپن است.